# Powiat Roth
Powiat Roth (niem. Landkreis Roth) – powiat w Niemczech, w kraju związkowym Bawaria, w rejencji Środkowa Frankonia, w regionie Industrieregion Mittelfranken.
Siedzibą powiatu Roth jest miasto Roth.

## Podział administracyjny
W skład powiatu Roth wchodzi:
- sześć gmin miejskich (Stadt)
- cztery gminy targowe (Markt)
- sześć gmin wiejskich (Gemeinde)
- pięć obszarów wolnych administracyjnie (gemeindefreies Gebiet)

Miasta:
| Lp. | Nazwa miasta | Ludność (31.12.2012) | Powierzchnia km² |
| --- | ------------ | -------------------- | ---------------- |
| 1   | Abenberg     | 5.454                | 48,39            |
| 2   | Greding      | 6.943                | 103,80           |
| 3   | Heideck      | 4.584                | 58,64            |
| 4   | Hilpoltstein | 13.148               | 91,42            |
| 5   | Roth         | 24.170               | 96,25            |
| 6   | Spalt        | 4.929                | 55,80            |

Gminy targowe:
| Lp. | Nazwa gminy targowej | Ludność (31.12.2012) | Powierzchnia km² |
| --- | -------------------- | -------------------- | ---------------- |
| 1   | Allersberg           | 7.928                | 59,64            |
| 2   | Schwanstetten        | 7.331                | 32,40            |
| 3   | Thalmässing          | 5.155                | 80,57            |
| 4   | Wendelstein          | 15.596               | 51,08            |

Gminy wiejskie:
| Lp. | Nazwa gminy    | Ludność (31.12.2012) | Powierzchnia km² |
| --- | -------------- | -------------------- | ---------------- |
| 1   | Büchenbach     | 5.231                | 30,78            |
| 2   | Georgensgmünd  | 6.651                | 46,96            |
| 3   | Kammerstein    | 2.779                | 37,11            |
| 4   | Rednitzhembach | 6.818                | 13,01            |
| 5   | Rohr           | 3.548                | 46,52            |
| 6   | Röttenbach     | 2.903                | 21,67            |

Obszary wolne administracyjnie:
| Lp. | Nazwa obszaru            | Ludność (31.12.2012) | Powierzchnia km² |
| --- | ------------------------ | -------------------- | ---------------- |
| 1   | Abenberger Wald          | niezamieszkany       | 3,14             |
| 2   | Dechenwald               | niezamieszkany       | 1,66             |
| 3   | Forst Kleinschwarzenlohe | niezamieszkany       | 13,87            |
| 4   | Heidenberg               | niezamieszkany       | 3,23             |
| 5   | Soos                     | niezamieszkany       | 1,29             |